# تاريخ كندا الدستوري
يبدأ تاريخ كندا الدستوري بالتزامن مع معاهدة باريس لعام 1763، والتي بموجبها تنازلت فرنسا عن معظم فرنسا الجديدة لبريطانيا العظمى. ولقد كانت كندا مستعمرة على طول نهر سانت لورانس، وهي جزء من المنطقة المعروفة حاليًا باسم أونتاريو وكيبك. وعلى إثر ذلك، أجرت حكومتها العديد من التغييرات الهيكلية على مدار القرن التالي. وفي عام 1867، أصبحت كندا لقبًا يطلق على الدومينيون الفيدرالية الجديدة، والتي تمتد من المحيط الأطلنطي إلى المحيط الهادئ وسواحل القطب الشمالي. وقد حصلت كندا على الاستقلال الذاتي التشريعي عام 1931، لتستقل بذلك عن المملكة المتحدة، وخضع دستورها (بما في ذلك ميثاق الحقوق الجديد) للتعديل في عام 1982. ويعد دستور كندا مزيجًا من القانون الدستوري الممتد عبر هذا التاريخ.

## معاهدة باريس (1763)
في تاريخ 10 فبراير 1763، تنازلت فرنسا عن معظم أجزاء فرنسا الجديدة لصالح بريطانيا العظمى. ثم جاءت معاهدة باريس عام 1763 لتؤكد على تنازل فرنسا عن كندا، بما في ذلك كافة المناطق التابعة لها، أكاديا (نوفا سكوشا) وجزيرة كيب بريتون لصالح بريطانيا العظمى. وقبل عام واحد من تلك المعاهدة، وقّعت فرنسا سرًا على معاهدة تتنازل بموجبها عن ولاية لويزيانا لصالح إسبانيا بدلًا من خسارتها لصالح البريطانيين.
وفي فترة التوقيع على المعاهدة، كانت مستعمرة كندا الفرنسية بالفعل تخضع لسيطرة الجيش البريطاني منذ استسلام حكومة فرنسا الجديدة عام 1760. (انظر بنود استسلام مونتريال.)

## الإعلان الملكي (1763)

جزء من شرق أمريكا الشمالية؛ يمثل "الخط الحدودي للإعلان" لعام 1763 الحد الفاصل بين المناطق الحمراء والوردية.

لقد تم الكشف عن سياسة بريطانيا العظمى بخصوص مستعمراتها المكتسبة حديثًا من أمريكا في الإعلان الملكي، الصادر في تاريخ 7 أكتوبر عام 1763. وبموجب هذا الإعلان، أعيد تسمية كندا «مقاطعة كيبك»، وكذا تم إعادة تعيين الحدود وتم إنشاء حكومة استعمارية معيّنة بواسطة بريطانيا. وبرغم أن الإعلان لم يكن نصًا دستوريًا، غير أنه يعبر عن إرادة السيادة البريطانية في سن القوانين التي تتناسب مع ممتلكاتها الجديدة. وبالتالي، اعتُبر الإعلان بمثابة دستور حقيقي لكيبك حتى عام 1774. ومُنح محافظ المستعمرة الجديد «السلطة والتوجيه لدعوة الجمعية العمومية لممثلي الشعب» وذلك في حالة ما إذا «سمحت الدولة واقتضت ظروف المستعمرات المذكورة القيام بذلك».